# Campeonato Europeo de Gimnasia Rítmica de 2012
El XXVIII Campeonato Europeo de Gimnasia Rítmica se celebró en Nizhni Nóvgorod (Rusia) entre el 29 de mayo y el 3 de junio de 2012 bajo la organización de la Unión Europea de Gimnasia (UEG) y la Federación Rusa de Gimnasia.
Las competiciones se realizaron en el Palacio de Deportes de la ciudad rusa.  

## Resultados
| Evento                                 | Oro                                       | Plata                                       | Bronce                                 |
| -------------------------------------- | ----------------------------------------- | ------------------------------------------- | -------------------------------------- |
| Concurso completo ind. (02.06)         | Yevguenia Kanáyeva · Rusia · 118,150 pts. | Aleksandra Merkúlova · Rusia · 116,425 pts. | Aliya Garayeva Azerbaiyán 114,850 pts. |
| Grupo 5 con pelota (03.06)             | Rusia · 28,800                            | Bielorrusia · 28,050                        | Bulgaria 28,000                        |
| Grupos 3 con cinta + 2 con aro (03.06) | Bielorrusia · 28,000                      | Bulgaria 27,500                             | Italia · 27,200                        |
| Grupos concurso completo (01.06)       | Rusia · 56,900                            | Bielorrusia · 56,325                        | Italia · 54,875                        |

## Medallero
| Núm. | País        | Oro | Plata | Bronce | Total |
| ---- | ----------- | --- | ----- | ------ | ----- |
| 1    | Rusia       | 3   | 1     | 0      | 4     |
| 2    | Bielorrusia | 1   | 2     | 0      | 3     |
| 3    | Bulgaria    | 0   | 1     | 1      | 2     |
| 4    | Italia      | 0   | 0     | 2      | 2     |
| 5    | Azerbaiyán  | 0   | 0     | 1      | 1     |
|      | TOTAL       | 4   | 4     | 4      | 12    |